# Блу Гант
Блу Гант (англ. Blu Hunt; нар. 11 липня 1995, Сакраменто) — американська кіно- і телевізійна актриса.

## Біографія
Народилася 11 липня 1995 року у місті Сакраменто штату Каліфорнія, що в США.

## Фільмографія
| Рік       |    | Українська назва    | Оригінальна назва   | Роль                    |
| --------- | -- | ------------------- | ------------------- | ----------------------- |
| 2015      | кф | За один квартал     | One Block Away      | Еріка                   |
| 2016      | с  | Дівчина на дівчині  | Girl on Girl        | Блу                     |
| 2016      | с  | Це все              | This Is It          | Лайла                   |
| 2017      | с  | Первородні          | The Originals       | Порожня / Інаду Лабонер |
| 2019—2021 | с  | Інше життя          | Another Life        | Августа Катавні         |
| 2019      | с  | Стамптаун           | Stumptown           | Ніна Блекбрайд          |
| 2020      | ф  | Нові мутанти        | The New Mutants     | Даніель Мунстар         |
| 2023      | с  | Дорослі             | Grownish            | Грейс                   |
| 2023      | с  | Законники: Бас Рівз | Lawmen: Bass Reeves | Райє                    |
| 2024      | ф  | Мертва річ          | The Dead Thing      | Алекс                   |
| 2025      | с  | Шерлок і дочка      | Sherlock & Daughter | Амелія Рохас            |